# Königreich Dahomey

Flagge von König Gezo (1818–1858)

Das Königreich Dahomey vor der französischen Eroberung 1894 (hell: Grenzen des heutigen Benin)

Dahomey oder Dahome (französisch Dahomé) war ein westafrikanisches Königreich, das etwa 260 Jahre lang an der Küste der Bucht von Benin bestand.
1960 gründete sich unter Bezugnahme auf das alte Königreich die Republik Dahomey, deren Staatsgebiet sich in Teilen mit dem Gebiet des alten Königreiches deckte, in den nördlichen Teilen aber weit darüber hinausreichte. 1975 wurde sie in Volksrepublik Benin umbenannt (seit 1990 Republik Benin).

## Lage
Das Königreich Dahomey grenzte zum Ende des 19. Jahrhunderts hin im Osten an das Land der Yoruba und reichte im Westen bis zum Volta. Somit umfasste es ein Gebiet, das sich auf einer Länge von knapp 300 km vom heutigen West-Nigeria bis ins heutige Ghana erstreckte. Im Norden reichte es von der Küste aus etwa 150 km nach Norden, in etwa bis zur Nordgrenze des heutigen beninischen Départements Collines. Hauptstadt und Zentrum des Königreiches war die heute in Benin gelegene Stadt Abomey.

## Geschichte
Das Königreich Dahomey wurde im 17. Jahrhundert gegründet und bestand bis Ende des 19. Jahrhunderts, als es von französischen Truppen von Senegal aus erobert und später Teil von Französisch-Westafrika wurde.
Die Ursprünge Dahomeys sind bis zu einer Gruppe von Adja aus dem Küstenkönigreich von Allada zurückverfolgbar, die ins Landesinnere zogen und sich zwischen den dort ansässigen Fon niederließen. Ab etwa 1650 dominierten die Zuwanderer die Stämme der Fon und der Wegbaja und erhoben einen aus ihren Reihen zum König. Ihre Hauptstadt Abomey wurde unter Houegbadja und seinen Nachfolgern zum Mittelpunkt eines zentralistischen Staates mit einem tief verwurzelten Königs-Kult mit sakralem Charakter. Dabei gab es auch Menschenopfer für die Vorfahren des Königshauses. Alles Land gehörte direkt dem jeweiligen König, der Steuern auf alle Feldfrüchte erhob.
Ökonomisch profitierten die Könige von Dahomey aber am meisten vom Sklavenhandel an den Küsten. Als sie dann eine Strategie der Expansion verfolgten, benutzten sie bereits Gewehre und andere Feuerwaffen, die sie durch den Sklavenhandel für Amerika mit den Europäern erworben hatten. Unter König Agadja (er regierte von 1708 bis 1732) eroberten sie Allada, aus dem die herrschenden Familien abstammten, und erhielten somit direkten Zugriff zur Küste und zu den Anlegeplätzen europäischer Sklavenhändler. Das Nachbarreich der Oyo, Dahomeys Hauptkonkurrent im Sklavenhandel, konnte allerdings nicht erobert werden. Vielmehr gelang es Oyo um 1730, Dahomey tributpflichtig zu machen.
Trotz der Tributpflicht behielt es seine Unabhängigkeit und expandierte weiterhin durch den Handel mit Sklaven und später auch von Palmöl aus Plantagen. Weiterhin behielt der König das Monopol auf alles Land und jeglichen Handel.
Vom 17. bis zum Ende des 19. Jahrhunderts verfügte Dahomey über Frauen-Regimenter in der Armee. Die Kriegerinnen waren für ihren geschickten Umgang mit der Machete bekannt und gefürchtete Kämpferinnen. Nach dem Bericht des 1860 verschleppten Cudjoe Lewis (1841–1935) wurden sie bei Beutezügen auf Angehörige anderer Stämme, die als Sklaven verkauft werden sollten, an vorderster Front eingesetzt.
Am 10. September 1885 schloss Portugal im Hinterland von São João Baptista d’Ajudá einen Vertrag mit dem Königreich Dahomey, durch welchen es Anfang 1886 das Protektorat über die gesamte Küste von Dahomey übernahm. 1892 fiel Dahomey jedoch an Frankreich. Französische Truppen, größtenteils afrikanischen Ursprungs, eroberten Dahomey zwischen 1892 und 1894 endgültig und das Land wurde zur Kolonie Dahomey.

## Königliche Insignien
Königliche Insignien sind Katakle (dreibeiniger Schemel), Afokpa (Sandalen), Avotita (gewebtes Tuch, dekoriert mit Appliken), Awe (Sonnenschirm), Mankpo bzw. Récade (Stab), So (Gewehr) und Hwi (Säbel). Der Schemel und die Sandalen legitimieren den neu gewählten König. Das Tuch, der Sonnenschirm und die Récade sind Symbole für den König in der Öffentlichkeit. Der Säbel und das Gewehr implizieren den kriegerischen Charakter des Königreiches.

## Kultur
Die Amtssprache des Königreiches war Fon.
Die Königspaläste von Abomey wurden 1985 in die Unesco-Weltkulturerbe-Liste aufgenommen.